# Jeanne Cavelos
Jeanne Cavelos  (26 maj 1960 i Summit, New Jersey) NJär en amerikansk författare och astrofysiker. Hon har även varit med och grundat Odyssey Writing Workshop som hjälper aspirerande science fiction-författare. Bland hennes verk märks främst hennes fyra romaner som utspelar sig i Babylon 5-universumet. Hon har även med vetenskapliga beskrivningar i böcker försökt förklara hur tekniken fungerar i Star Wars-filmerna och i tv-serien Arkiv X.